# Jon Merrill
Jonathon „Jon“ Merrill (* 3. Februar 1992 in Oklahoma City, Oklahoma) ist ein US-amerikanischer Eishockeyspieler, der seit Juli 2021 bei den Minnesota Wild in der National Hockey League unter Vertrag steht. Zuvor verbrachte der Verteidiger vier Jahre in der Organisation der New Jersey Devils sowie drei Jahre bei den Vegas Golden Knights und war kurzzeitig für die Detroit Red Wings und Canadiens de Montréal aktiv.

## Karriere

### Jugend
Jon Merrill wurde in Oklahoma City geboren, wo sein Vater in der US Air Force diente, und zog bereits im Alter von drei Jahren zurück nach Michigan, wo seine Familie eigentlich beheimatet ist. Dort lebte er zuerst in Grand Blanc, später in Brighton, und begann im Alter von vier Jahren im benachbarten Flint Township mit dem Eishockeyspielen – gemeinsam mit seinem zwei Jahre älteren Bruder, der es später bis in die dritte Division der NCAA brachte. Später spielte Merrill im Jugendbereich bei den Detroit Little Caesars, wobei er bereits im Alter von 14 der University of Michigan eine mündliche Zusage gab, später an der Universität studieren und mit einem Stipendium für die Michigan Wolverines spielen zu wollen. Zu dieser Zeit war er der jüngste Spieler, der sich in dieser Form einer Mannschaft der NCAA verpflichtete.
Mit Beginn der Saison 2008/09 wurde er in das USA Hockey National Team Development Program von USA Hockey aufgenommen, das die zentrale Talenteschmiede des amerikanischen Eishockeyverbandes darstellt. Innerhalb des Förderprogramms, das in Ann Arbor und somit ebenfalls in Michigan ansässig ist, spielte er für das U17- und U18-Team in verschiedenen Ligen, unter anderem der North American Hockey League und der United States Hockey League. Ferner vertrat er die U18-Nationalmannschaft der Vereinigten Staaten bei der U18-Junioren-WM 2009 sowie 2010 und gewann mit dem Team bei beiden Turnieren die Goldmedaille.
In Ann Arbor besuchte Merrill die Pioneer High School, an der im Januar 2010 von mehreren Mitschülerinnen Vorwürfe der sexuellen Belästigungen gegen ihn und weitere Teamkollegen erhoben wurden. In der Folge wurde er für kurze Zeit suspendiert. Mit Beginn der Saison 2010/11 wechselte Merrill dann erwartungsgemäß an die University of Michigan und spielte fortan für deren Michigan Wolverines in der Central Collegiate Hockey Association der NCAA.

### University of Michigan

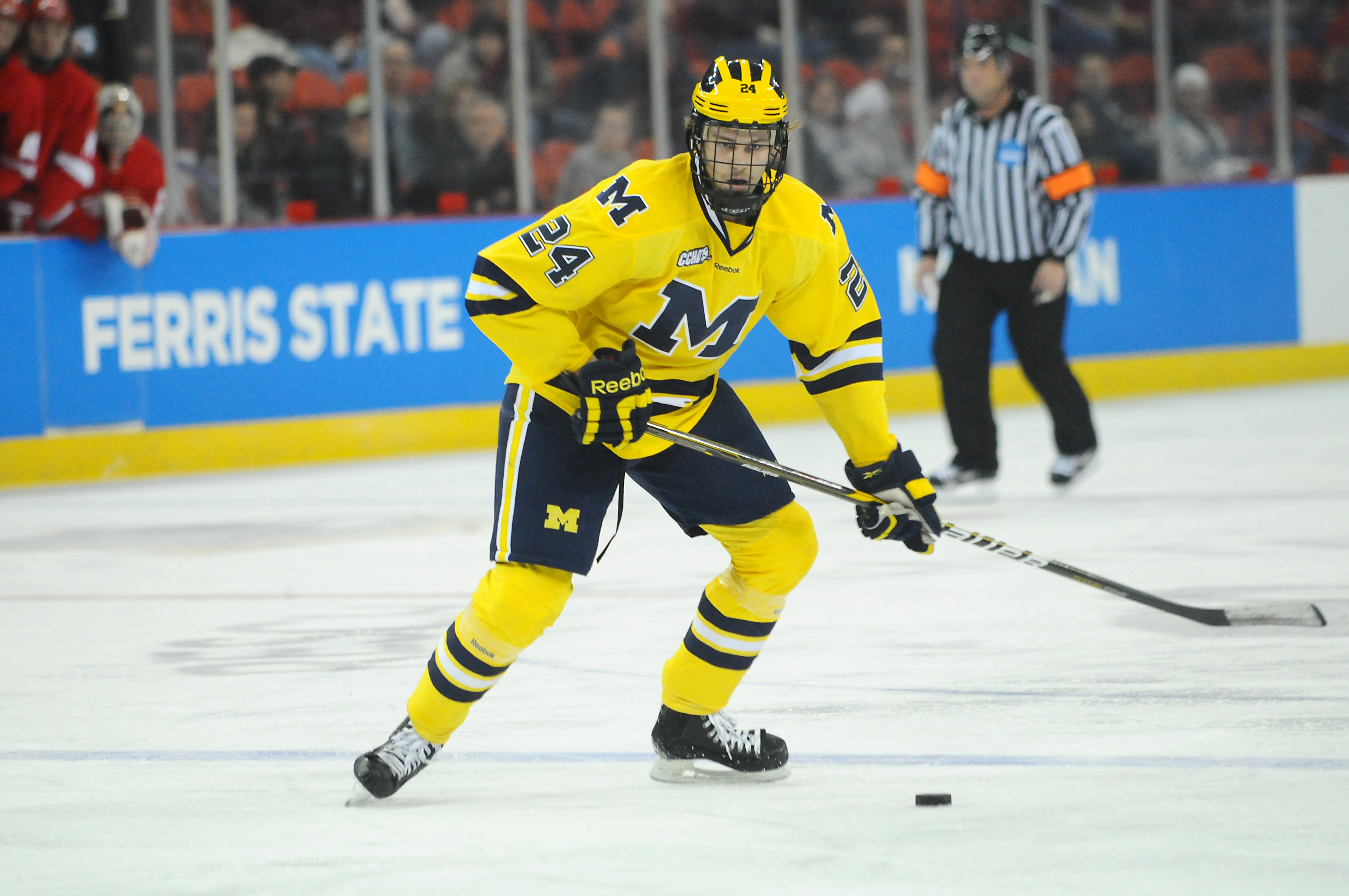
Merrill im Trikot der Michigan Wolverines (2012)

Bereits in seiner Freshman-Saison erzielte er in 42 Spielen 25 Punkte und wurde am Ende der regulären Saison ins CCHA All-Rookie Team gewählt. Zudem schlossen die Wolverines die reguläre Saison auf dem ersten Platz ab und nahmen an der landesweiten Meisterschaft der NCAA teil. Dort setzte sich die Mannschaft in den Regionalausscheiden durch und nahm somit an den Frozen Four in Saint Paul, Minnesota teil. Dabei erreichte das Team das Finale durch einen Sieg gegen die University of North Dakota und musste sich in der Folge nur dem Team der University of Minnesota Duluth geschlagen geben. Merrill wurde dabei ins All-Tournament Team gewählt. Nach diesem Erfolg als zweitbeste Universitätsmannschaft des Landes reiste er mit der U20-Nationalmannschaft zur U20-Junioren-WM 2011, um dort die Bronzemedaille zu gewinnen. Mit diesen Leistungen machte Merrill auch Scouts der National Hockey League auf sich aufmerksam, sodass er im anschließenden NHL Entry Draft des Jahres 2011 an 38. Position von den New Jersey Devils ausgewählt wurde.
In seinem Sophomore-Jahr stand Merrill nur in 19 Spielen der Wolverines auf dem Eis, da er einen Großteil der Saison von Cheftrainer Red Berenson suspendiert wurde. Nachdem er bereits im Oktober 2011 wegen Verstoßes gegen die Mannschaftsregeln für zwölf Spiele von der Mannschaft ausgeschlossen wurde („breaking unspecified team rules“ – der genaue Vorfall wurde nicht bekannt), verlängerte Berenson die Suspendierung im November auf unbestimmte Zeit. Merrill erwog während dieser Periode, die Universität zu verlassen und sich, um seine Eishockeykarriere nicht zu gefährden, den Plymouth Whalers aus der kanadischen Ontario Hockey League anzuschließen – diese nämlich hielten durch die Priority Selection aus dem Jahre 2008 die OHL-Rechte an ihm. Allerdings entschied sich Merrill in der Folge dagegen und wurde nach insgesamt 22 Spielen Suspendierung wieder in den Kader der Wolverines aufgenommen. Bis zum Ende der Spielzeit 2011/12 kam er so noch auf 11 Punkte aus 19 Spielen. Zudem nahm er erneut an der U20-WM teil, erreichte dort mit der Mannschaft allerdings nur den siebten Platz.
Nachdem er die erste Hälfte der Saison 2012/13 wegen eines gebrochenen Wirbels verpasst hatte, absolvierte er bis zum Ende der Spielzeit nur 21 Spiele für die Wolverines, ehe er im März 2013 einen auf drei Jahre befristeten Einstiegsvertrag bei den New Jersey Devils unterzeichnete.

### NHL
Die New Jersey Devils gaben ihn direkt an die Albany Devils weiter, die als deren Farmteam in der American Hockey League fungieren. Dort stand er noch zwölf Mal bis zum Ende der AHL-Saison 2012/13 auf dem Eis. Nachdem er auch den Beginn der Saison 2013/14 in Albany verbracht hatte, wurde er Anfang November erstmals ins NHL-Aufgebot berufen. Sein NHL-Debüt gab er am 3. November 2013 im Spiel gegen die Minnesota Wild, wobei er nur wenige Minuten auf dem Eis stand, ehe er nach einem Zweikampf mit Torrey Mitchell in die Bande rutschte. Merrill trug mehrere oberflächliche Gesichtsverletzungen sowie eine Gehirnerschütterung davon und fiel drei Wochen aus; zudem erinnert er sich nur mit Videoaufnahmen an den Vorfall. Nach überstandenen Verletzung etablierte sich der Verteidiger im Kader der New Jersey Devils und absolvierte bis zum Saisonende 52 Spiele.
Die Saison 2014/15 verbrachte Merrill erstmals komplett im Kader der New Jersey Devils und kam so auf 66 Einsätze in der NHL. Im Juni 2017 wurde er im NHL Expansion Draft 2017 von den Vegas Golden Knights ausgewählt. Mit dem Team erreichte er in den Playoffs 2018 überraschend das Finale um den Stanley Cup, unterlag dort allerdings den Washington Capitals. Nach drei Jahren in Las Vegas wurde sein auslaufender Vertrag nach der Spielzeit 2019/20 nicht verlängert, sodass er sich im Oktober 2020 als Free Agent den Detroit Red Wings anschloss. Diese gaben ihn kurz vor der Trade Deadline im April 2021 an die Canadiens de Montréal ab und erhielten im Gegenzug Hayden Verbeek sowie ein Fünftrunden-Wahlrecht im NHL Entry Draft 2021. Mit den Canadiens erreichte er in den Playoffs 2021 sein zweites Stanley-Cup-Endspiel, war jedoch mit 1:4 den Tampa Bay Lightning abermals unterlegen. Anschließend wechselte er als Free Agent im Juli 2021 zu den Minnesota Wild.

## Erfolge und Auszeichnungen
- 2011 CCHA All-Rookie Team
- 2011 CCHA Second All-Star Team
- 2011 NCAA All-Tournament Team

### International
- 2009 Goldmedaille bei der U18-Junioren-Weltmeisterschaft 2009
- 2010 Goldmedaille bei der U18-Junioren-Weltmeisterschaft 2010
- 2011 Bronzemedaille bei der U20-Junioren-Weltmeisterschaft 2011

## Karrierestatistik
Stand: Ende der Saison 2024/25

### International
Vertrat die USA bei:
| - U18-Weltmeisterschaft 2009 - U18-Weltmeisterschaft 2010 - U20-Weltmeisterschaft 2011 | - U20-Weltmeisterschaft 2012 - Weltmeisterschaft 2022 |

(Legende zur Spielerstatistik: Sp oder GP = absolvierte Spiele; T oder G = erzielte Tore; V oder A = erzielte Assists; Pkt oder Pts = erzielte Scorerpunkte; SM oder PIM = erhaltene Strafminuten; +/− = Plus/Minus-Bilanz; PP = erzielte Überzahltore; SH = erzielte Unterzahltore; GW = erzielte Siegtore; 1 Play-downs/Relegation; Kursiv: Statistik nicht vollständig)